# 恐怖のミイラ
『恐怖のミイラ』（きょうふのミイラ）は、日本テレビ系列で1961年（昭和36年）7月4日から10月3日まで毎週火曜日の19:30 - 20:00に放送されていた連続テレビ映画。
森下仁丹の一社提供。

## 概要
日本のテレビホラーの先駆け的作品。夏期の納涼番組を意図しており、大人の視聴者にも恐怖を与えたとされる。
原作は宣弘社が映像化した『豹の眼』と同じく高垣眸の小説である。しかし同作品は数ページの短編であったため、本作品では大幅に脚色されほぼオリジナルの内容となっている。脚本を担当した御手俊治はプロデューサー西村俊一の筆名であるが、監督の田村正蔵は実際には伊上勝が執筆しており、伊上の名では資金が出せないための措置であったことを証言している。
制作時期が新東宝の倒産と重なるため、同社に所属していた俳優が多く出演している。
ミイラ役のバブ・ストリックランドは京都でクラブのバーテンダーをしていたところ、体躯の良さを見込まれてスカウトされた。しかし、スケジュールの都合がつかずに前半で降板した後、スタッフが代役を務めていたとされる。ミイラの目玉はピンポン球を加工して作られている。
視聴率が好調であったため継続を望む声もあったが、宣弘社社長の小林利雄は「秋冬にホラーをやっても寒いだけだから」としてこれを断った。

## あらすじ
大学で法医学を学んでいる野々宮雄作は、姉の家へ同居することになる。義兄である姉の夫・板野博士は考古学の権威で、家族にも内緒で助手の牧村と共に研究室に閉じこもって毎晩遅くまで秘密の研究をしていた。その研究とは、エジプトで発掘して持ち帰った古代4000年前のミイラを生き返らせるというものであった。ある夜、ついに2人の研究が完成してミイラは蘇生するが、ミイラは博士を殺害して研究所から姿を消す。

## 放映リスト
参照岩佐陽一 2001, p. 126, 「恐怖のミイラ ON AIR LIST」、石橋春海 2014, p. 41
1. 闇に光る眼（1961年7月4日）
2. 幽鬼の眼（7月11日）
3. ミイラの秘密（7月18日）
4. 墓地の怪人（7月25日）
5. 恐怖の定期便（8月1日）
6. 間違えられた男（8月8日）
7. 恐怖のビル街（8月15日）
8. 雷雨に消えた女（8月22日）
9. 実験台のミイラ（8月29日）
10. 瀕死の逃亡者（9月5日）
11. 迫り来る足音（9月12日）
12. 姿なき恐怖（9月19日）
13. 秘薬の調合（9月26日）
14. ミイラの最後（10月3日）

## スタッフ
- 原作：高垣眸
- 監督：田村正蔵、船床定男[注釈 4]
- 企画：西村俊一
- 脚本：御手俊治
- 音楽：小川寛興
- 製作：小林利雄
- 監督助手：小野芳雄
- 撮影：宮西四郎
- 美術：小林晋
- 録音：上出栄二郎
- 編集：椙本英雄
- 照明：田久保圭路
- 製作担当：前田宗男
- 製作：宣弘社プロダクション

## 出演
- 野々宮雄作：松原緑郎
- 板野汀 / パトラ王女：三条魔子
- 雄作の姉：若杉嘉津子
- 板野博士：佐々木孝丸（第1話）
- 牧村助手：真弓田一夫
- 板野遥：長島光男
- 青井部長刑事：高木二朗
- ハンドルのサブ：牧冬吉（第6話 - 第9話）
- 雄作の先輩の法医学者：舟橋元
- ラムセス（ミイラ）：バブ・ストリックランド[9]
- 三原葉子
- 川部修詩
- 泉田洋志
- 佐伯一彦
- 佐藤大二郎
- 高松政雄

## 放送局
特筆なしは、火曜 19:30 - 20:00に同時ネット。
- 日本テレビ
- 東北放送[10]
- 新潟放送[10]
- 北日本放送[11]
- 福井放送[11]

第1話放送当日の『読売新聞』に掲載された本作広告では25局ネットと明記されている。

## 漫画版
楠高治によるコミカライズ版が『少年クラブ』1961年9月号から12月号に連載された。
ライターの猫目ユウは、ウェブサイト「おたくま経済新聞」に寄せたレビューの中で、「単に蘇ったミイラが超人的な力で街を恐怖に陥れるというだけではない、哀愁を帯びた展開があるのもこの作品のミソ」と評価しており、原作者が戦前から人気のあった高垣眸であることでストーリーに深みが出たのではないかと推測している。
また、猫目は楠がかつて桑田次郎のアシスタントを務めていた点についても触れ、作画が初期の桑田と酷似しているとしつつも、「人物の描写（特にポーズや表情）などに漫画的な画一的なものがあって二次元的。ただコマ割りやテンポなどはよく、中だるみなく一気に読める」と述べている。その一方、猫目はミイラから汀を守る板野博士の妻の弟・雄作との関係が説明不足であると指摘している。

## 映像ソフト
- 1999年4月25日に発売トランスワールドエンタテインメント・発売協力ニューライン・販売ビームエンタテインメントより全話収録のレーザーディスクが発売された[13]。
- 2000年12月22日に発売マクザム・販売パイオニアLDCから、全話を収録した2枚組DVDが発売された[14]。
- 2011年にアネックから、全話を収録した全4巻のDVDが発売。
- 2015年8月にTCエンタテインメントからブルーレイ版（1巻）が発売。